# 丹尼爾埃爾南德斯區
丹尼爾埃爾南德斯區（西班牙語：Distrito de Daniel Hernández），是秘魯的一個區，位於該國中南部萬卡韋利卡大區的塔亞卡哈省，始建於1956年1月9日，面積106.92平方公里，海拔高度3,280米，2005年人口9,745，人口密度每平方公里91人。